# シェーレグリーン
シェーレグリーン（英語: Scheele's Green）は、1778年、カール・ヴィルヘルム・シェーレが初めて合成した、合成緑色顔料の嚆矢である。化学的には酸性亜ヒ酸銅であり、組成式はCuHAsO3。後に生み出され、同じくヒ素を含むエメラルドグリーンと同様、19世紀初頭に絵画や壁紙をはじめ、食品などにも使用された。硫黄や硫化物、鉛に触れると黒変し、酸では分解する。黄緑色を呈するがすぐさま褪色現象が現れる。毒性が極めて高い。Colour Index Generic Name、Pigment Green 22。

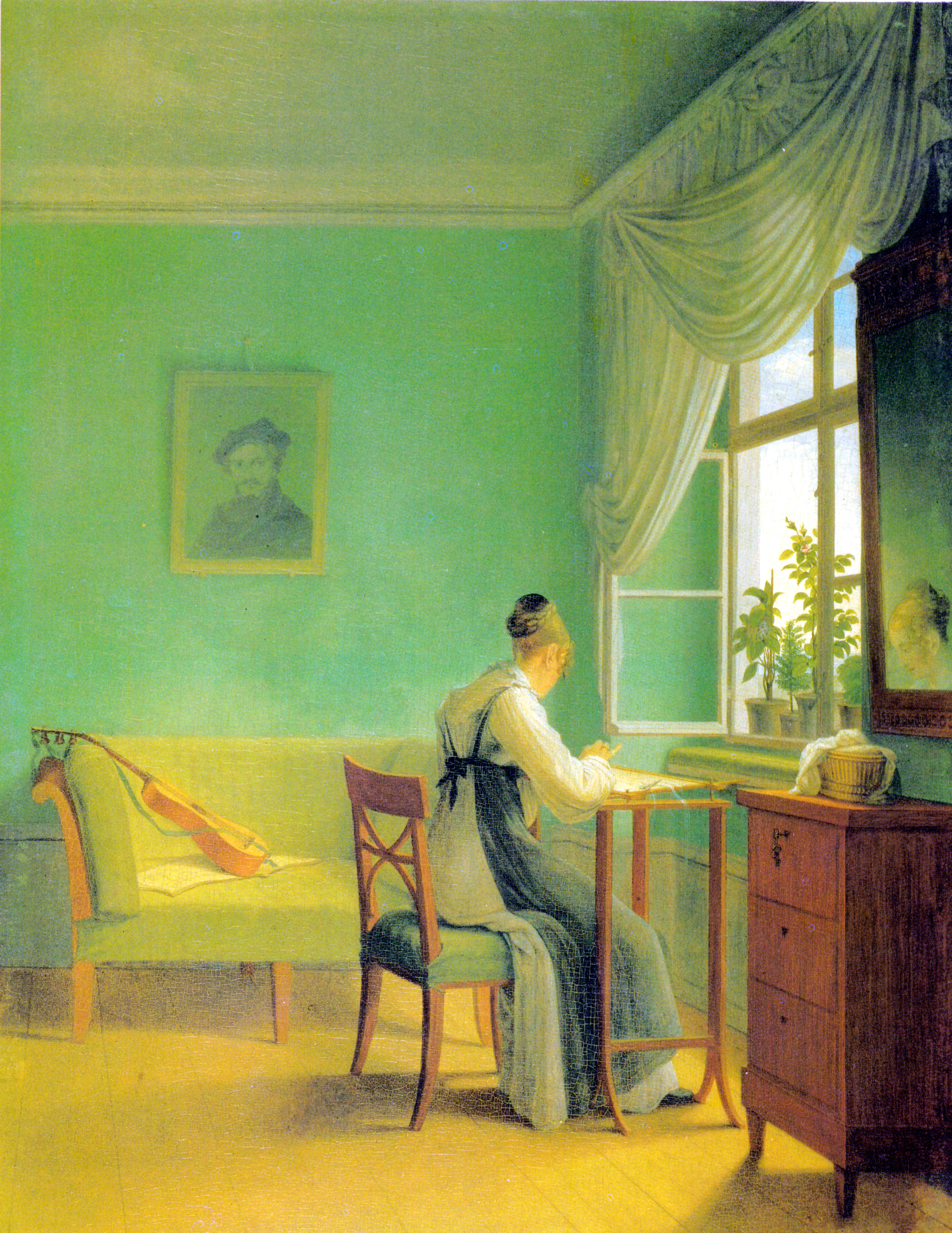
ゲオルク・フリードリヒ・ケルスティンク 『Woman Embroidering』（1812年）。明るい緑色の壁紙の部屋で過ごす19世紀の女性